# マイケル・ペイリン
マイケル・エドワード・ペイリン KCMG CBE FRGS（Sir Michael Edward Palin KCMG CBE FRGS, 1943年5月5日 - ）は、イギリスのコメディアン、俳優、作家。イギリスを代表するコメディーグループ、モンティ・パイソンのメンバーの一人である。名字はペリン、パリンと表記されることもあるが、正しい発音は([ˈpeɪlɪn])であり、原音に忠実な日本語表記は「ペイリン」である。

## 来歴

### 生い立ち
イングランドのヨークシャー州に、鉄鋼会社の技術者である厳格なケンブリッジ大学卒の父の息子として生まれる。父とは反対に快活な性格に育ったペイリンは、シュロップシャーのシュルーズベリー校で教師の独特なアクセントの物まねをするなどして、コメディアンとしての才能を次第に養っていった。高校卒業後に工場で勤務。のちに進学したオックスフォード大学で近代歴史学を学ぶかたわら、大学のコメディサークル「オックスフォード・レビュー」に参加し、のちにコンビを組んでスケッチを書くことになるテリー・ジョーンズと出会う。
大学卒業後はテレビ業界に入り、地方のテレビ局で活動を始める。BBCの番組にも参加するようになり、『ザ・フロスト・レポート』や『ドゥ・ノット・アジャスト・ユア・セット』でのちのモンティ・パイソンのメンバーと出会った。

### モンティ・パイソン
ペイリンを有名にしたのは、1969年からBBCで放映されたコメディ番組『空飛ぶモンティ・パイソン』である。ペイリンは同番組で様々なキャラクターを演じたが、中でも、死んだオウムを客に売るペットショップの店員役を演じた「死んだオウム（Dead Parrot）」、のちにライブ公演も含めて何度も歌われることになる「木こりの歌 （Lumberjack Song）」、「ガンビー」、「自転車修理マン（Bicycle Repair Man）」、番組の冒頭に毎回登場する「イッツ・マン（It's Man）」などのスケッチやキャラクターが知られている。
ペイリン本人は温和なキャラクター（NiceOne）であり、くせ者だらけの他のメンバー全員からバイプレイヤーとして高く評価されていた。ジョン・クリーズは、「本物の役者はマイケルだけ」と述べている。家庭も芸能人にありがちな破綻とは無縁で、安定した温かい家庭を築いている。
また、普段から誰もが認める好人物であり、メンバー間の潤滑油としても役割を果たした。何をしても憎めないその人柄の良さを逆手にとり、「ブラックメイル（脅迫状）」や「偏見ショー」などのスケッチで、悪辣さと丁寧さの同居する奇妙な役を演じることもある。
ペイリンは学生時代からの知己であるテリー・ジョーンズとのコンビでスケッチを執筆し、「スパム」などの傑作スケッチを生み出した。ジョーンズとは『空飛ぶモンティ・パイソン』の放送終了後もコンビを組み続け、BBCのテレビドラマシリーズ『リッピング・ヤーン』の脚本をともに担当するとともに、すべてのエピソードで自ら主演した。

### 旅行ドキュメンタリー
『空飛ぶモンティ・パイソン』や『リッピング・ヤーン』の放送終了後、ペイリンは趣味である鉄道旅行のドキュメンタリー番組『Great Railway Journeys of the World』の第1シーズン第4回にプレゼンター（旅人）として出演し、イングランドとスコットランドを訪問した。BBCの旅行番組である『Michael Palin's Travel』シリーズでは世界中をめぐっている。
- マイケル・ペリンの80日間世界一周（英語版） Michael Palin: Around the World in 80 Days （1989年）

ジュール・ヴェルヌの小説『八十日間世界一周』の主人公フィリアス・フォッグとできるだけ同じルートを通り、同行するBBCのクルーを召し使いのパスパルトゥーに見立て、80日間で世界を一周しようというシリーズ最初の試み。小説通りに日本へも訪れていて、東京にあるカプセルホテルに泊まっている。
- 北極から南極まで〜東経30度の旅（英語版） Pole to Pole （1992年）

できるだけ陸地を使って、北極から南極までを直線に横断しようというシリーズ3回目の試み。ペイリン一行は崩壊直前のソ連で撮影した数少ないクルーの一つになった。
- マイケル・ペイリンの太平洋一周（英語版） Full Circle with Michael Palin （1997年）

太平洋地域を円状に旅しようというシリーズ3回目の試み。日本にも訪れており、この旅行では旅館に泊まっている。
- 冒険紀行〜ヘミングウェイを追って（英語版） Michael Palin's Hemingway Adventure （1999年）

アメリカ、ヨーロッパ、アフリカ、カリブ海をめぐり、小説家アーネスト・ヘミングウェイの足跡を辿る。
- マイケル・ペイリンと旅するサハラ（英語版） Sahara with Michael Palin（2002年） - サハラ砂漠周辺を旅する。
- マイケル・ペイリンと旅するヒマラヤ（英語版） Himalaya with Michael Palin（2004年） - ヒマラヤを旅する。
- マイケル・ペイリンの新しいヨーロッパ（英語版） Michael Palin's New Europe（2007年） - 中央ヨーロッパから東ヨーロッパにかけてを旅する。
- マイケル・ペイリンと旅するブラジル（英語版） Brazil with Michael Palin（2012年） - ブラジルを旅する。

これらの旅行番組は、俗に「ペイリン・エフェクト」と呼ばれる現象を巻き起こした。「ペイリン・エフェクト」とは、ペイリンが訪れた地域が番組放送後に突如として有名な観光地になることを指している。例えば、ペイリンがサハラ砂漠周辺を旅した後の2003年、サハラ地域におけるイギリス人観光客が増加した。また、この紀行番組への出演が理由となり、2019年新年の叙爵でナイト爵（聖マイケル・聖ジョージ勲章）を得ることになった。

### 俳優
『空飛ぶモンティ・パイソン』終了後のペイリンは、旅行ドキュメンタリー番組のプレゼンターとしてのみならず、俳優としても元パイソンズが携わる映画などに出演している。『ストップ・ザ・売春天国』や『最強最後の晩餐』などのコメディ映画に主演したほか、テリー・ギリアム監督の映画『未来世紀ブラジル』では物語の鍵を握る重要なキャラクターを演じた。
1988年に公開されたジョン・クリーズ主演の映画『ワンダとダイヤと優しい奴ら』では英国アカデミー賞助演男優賞を受賞し、その続編的作品『危険な動物たち』にも出演した。このほか、アニメーション映画『アーサー・クリスマスの大冒険』や、テリー・ジョーンズ監督の『ミラクル・ニール!』では声優を務めている。

## 私生活
16歳の時に出会った初恋の人と結婚し、3児に恵まれている。
父親が重度の吃音症であり、それを参考に『ワンダとダイヤと優しい奴ら』で吃音持ちの動物飼育係を演じたところ、本物の吃音持ちの子供から抗議を受けた。その子供と交流を重ねていくうちに吃音症に関心を抱くようになり、吃音症の子供を支援するセンターを設立している。

## 主な出演作品

### テレビ
- ザ・フロスト・レポート The Frost Report （1966年 - 1967年）
- ドゥ・ノット・アジャスト・ユア・セット Do Not Adjust Your Set （1967年 - 1969年） - DVD題『モンティ・パイソン・レアリティーズ ドゥ・ノット・アジャスト・ユア・セット』
- ハウ・トゥー・イリテイト・ピープル How to Irritate People （1968年）
- ザ・コンプリート・アンド・アッター・ヒストリー・オブ・ブリテン The Complate and Utter History of Britain （1969年）
- 空飛ぶモンティ・パイソン Monty Python's Flying Circus （1969年 - 1974年）
- シークレット Secrets （脚本、1973年）
- リッピング・ヤーン Ripping Yarns （1976年 - 1979年）
- サタデー・ナイト・ライブ Saturday Night Live （1978年から何度かゲストホストとして参加）
- オール・ユー・ニード・イズ・キャッシュ The Rutles: All You Need Is Cash （1978年）

### 映画
- モンティ・パイソン・アンド・ナウ And Now for Something Completely Different （1971年）
- モンティ・パイソン・アンド・ホーリー・グレイル Monty Python and the Holy Grail （1975年）
- ジャバーウォッキー Jabberwocky （1977年）
- ライフ・オブ・ブライアン Monty Python's Life of Brian （1979年）
- バンデットQ Time Bandits （1981年）
- モンティ・パイソン・ライブ・アット・ザ・ハリウッド・ボウル Monty Python Live at the Hollywood Bowl （1982年）
- ストップ・ザ・売春天国 The Missionary （1983年）
- 人生狂騒曲 Monty Python's Meaning of Life （1983年）
- 最強最後の晩餐 A Private Function （1984年）
- 未来世紀ブラジル Brazil （1985年）
- ワンダとダイヤと優しい奴ら A Fish Called Wanda （1988年）
- オックスフォードの恋 American Friends （1991年）
- The Wind in the Willows （1996年）
- 危険な動物たち Fierce Creatures （1997年）
- モンティ・パイソン ノット・ザ・メシア Not the Messiah (He's a Very Naughty Boy) （2010年）
- アーサー・クリスマスの大冒険 Arthur Christmas （2011年、声の出演）
- モンティ・パイソン ある嘘つきの物語 グレアム・チャップマン自伝 A Liar's Autobiography: The Untrue Story of Monty Python's Graham Chapman （2012年、声の出演）
- ミラクル・ニール! Absolutely Anything （2015年、声の出演）
- スターリンの葬送狂騒曲 The Death of Stalin （2017年）

## 翻訳された著書
- 『80日間世界一周 世界紀行冒険選書』（山村宜子訳、心交社、1991年）
- クリーブ・アンダーソン、ナタリア・マカロワ、ライアン・マラン、マーク・トゥリー、マイケル・ペリン、リサ・セント・アービン・デ・テラン共著『世界・大鉄道の旅』（種村直樹・栗原景訳、心交社、1997年）
- 『マイケル・ペイリンのヘミングウェイ・アドベンチャー』（月谷真紀訳、産業編集センター、2001年）